# István Szőnyi

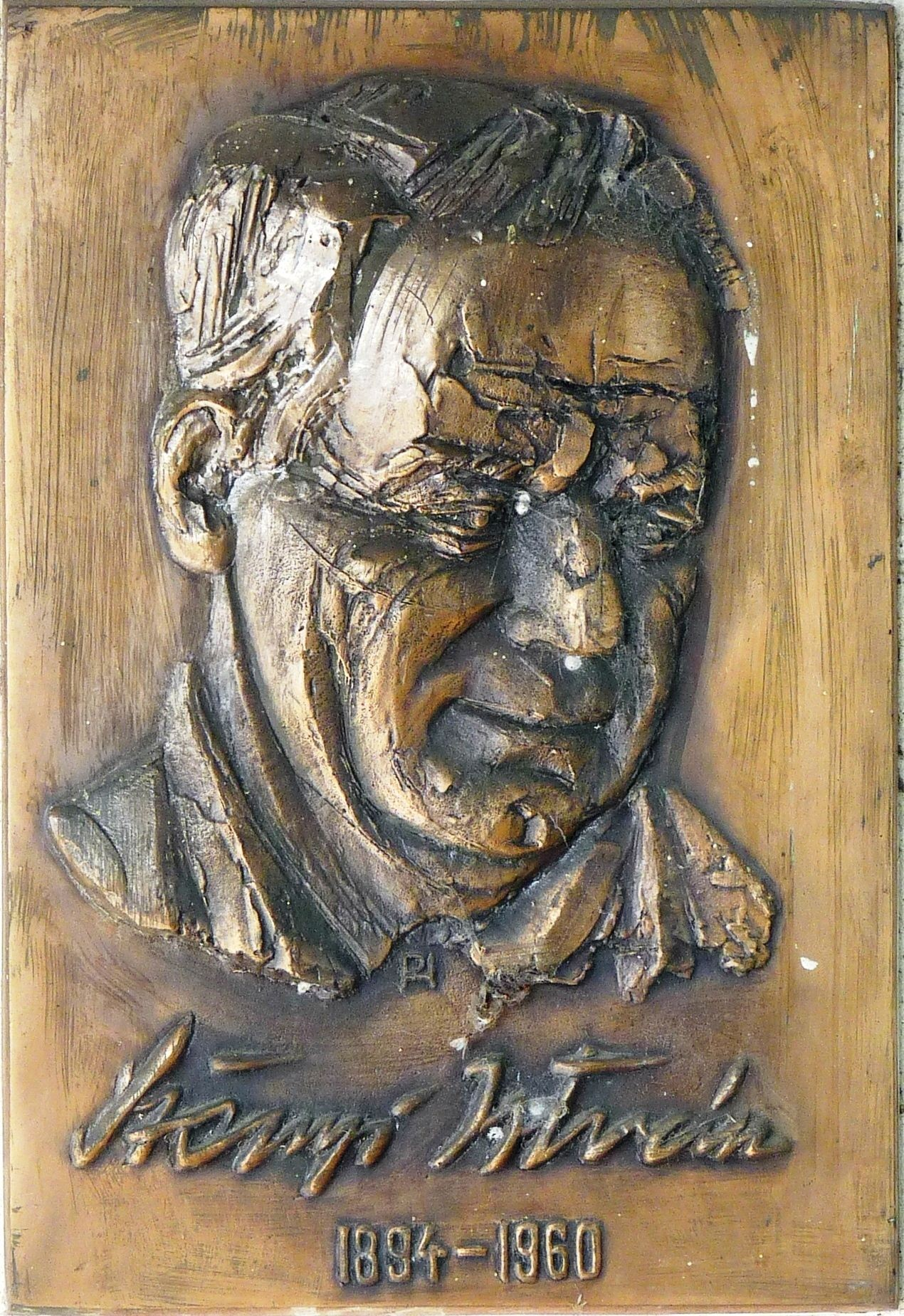
Plakette von Katalin Pálffy

István Szőnyi (* 17. Januar 1894 in Újpest als István Schmidt; † 30. August 1960 in Zebegény, Ungarn) war ein ungarischer Maler und Grafiker. Er war Mitglied der Nagybánya-Gruppe. Einer seiner Meister war Károly Ferenczy in der Ungarischen Akademie der Bildenden Künste in Budapest. Seine Studenten waren z. B. Vilmos Aba-Novák und Endre Szász. Er und seine Familie retteten Juden während des Holocausts. Daher wurden sie am 2. Oktober 1984 zu Gerechten unter den Völkern erklärt.

## Bibliografie
- Andrew L. Simon: Made in Hungary. Ungarische Beiträge zur universellen Kultur. Simon Publications LLC., 1998, ISBN 978-0-9665734-2-8, S. 59